# Cornelius Alfred Moloney
Sir Cornelius Alfred Moloney KCMG (* 1848; † 13. August 1913) war ein britischer Kolonialverwalter.

## Leben
Er diente von 1884 bis 1886 als britischer Verwalter Gambias, von 1886 bis 1890 als Gouverneur von Lagos, von 1891 bis 1897 als Gouverneur von Britisch-Honduras, von 1897 bis 1900 als Gouverneur der Windward Islands und zwischen 1901 und 1904 als Gouverneur von Trinidad und Tobago.
In Trinidad löste er als Gouverneur den in der Hauptstadt Port of Spain äußerst unpopulären Hubert Jerningham ab. Während Moloneys Amtszeit fanden 1903 die Water Riots statt, gewalttätige Proteste gegen die Erhöhung der Wasserpreise. Dabei brannten Demonstranten das Parlamentsgebäude in Port of Spain nieder und die Polizei erschoss 16 Demonstranten. Moloney hatte mit seiner unnachgiebigen Haltung zur Eskalation der Proteste beigetragen. In Folge der Unruhen wurde er im März 1904 von seinem Amt abberufen.

## Auszeichnungen und Ehrungen
1882 wurde er als Companion (CMG) in den Order of St. Michael and St. George aufgenommen und 1890 als Knight Commander desselben Ordens (KCMG) geadelt.
Die Moloneys Schmalflügel-Fledermaus (Mimetillus moloneyi) ist nach ihm benannt.

## Familie
Moloney war zweimal verheiratet, seit 1881 in erster Ehe Constance († 1891), Tochter des W. Clifford Knight, und seit 1897 in zweiter Ehe mit Frances, Tochter des H. Owen Lewis.